# 馬門温泉
馬門温泉（まかどおんせん）は、青森県上北郡野辺地町（旧国陸奥国）にある温泉である。

## 泉質
- カルシウム - 硫酸塩泉
  - 源泉温度37℃

## 温泉街
1軒宿の「まかど観光ホテル」が存在する。総ヒバ造りの大浴場。
近くには、国設野辺地まかど温泉スキー場が存在する。同スキー場は本格的設備を持つ中規模のスキー場である。なお、青森県内の平地では、野辺地町の積雪量が最も多い。周辺の馬門地区はホタテの養殖が盛んで、国道4号沿いには、ホタテの直販店が軒を並べる

## 歴史
開湯伝説によれば、源義経が馬門温泉に入浴したとの言い伝えがある。温泉の歴史は長く、北前船交易や南部銅の積み出し、蝦夷地開発の前線基地だった野辺地湊を背後に控え、その奥座敷として賑わった。
現在は、リゾート温泉に変化しているが、昔の馬門温泉をしのぶ構築物として、源泉付近には熊野宮の祠が残されている。馬門は、津軽藩、盛岡藩の境界付近に位置し、馬門を含む野辺地は旧南部領であった。近くには、両藩によって築かれた藩境塚もある。馬門地区は、幕末の戊辰戦争では津軽南部両藩による野辺地戦争の舞台にもなった。

## アクセス
- 車 : 青森自動車道青森東ICから国道4号にて約40分。
- 公共交通：JR・青い森鉄道 野辺地駅より十和田観光電鉄バスまかど温泉行で所要約22分。